# Longos
För andra betydelser, se Longos (olika betydelser).
Longos var en grekisk romanförfattare, verksam på Lesbos troligen runt 200 e. Kr.
Longos är författare till den erotiska romanen Dafnis och Chloe, som med sin idylliska stämning, subtila psykologi och raffinerade, falskt oskuldsfulla sensualism har blivit herderomantikens klassiska verk.